# 알샤말 SC
알샤말 SC(아랍어: نادي الشمال الرياضي, 영어: Al-Shamal Sports Club)는 1980년에 창단된 카타르의 축구 클럽으로, 아시샤말을 연고로 하고 있다. 현재 카타르의 최상위 리그인 카타르 스타스 리그에 참가하고 있다.

## 선수 명단

### 현역
참고: FIFA 자격 규정에 따라 소속된 국가대표팀 국기를 표시합니다. 선수는 복수의 FIFA 비회원국 국적을 가지고 있을 수 있습니다.
| 번호 | 포지션 | 국적     | 이름                   |
| ---- | ------ | -------- | ---------------------- |
| 6    | MF     | 이란     | 오미드 에브라히미      |
| 7    | FW     | 알제리   | 모하메드 라피크 오마르 |
| 11   | FW     | 알제리   | 바그다드 부네자        |
| 24   | DF     | 콜롬비아 | 헤이손 무리요          |
| 27   | DF     | 세네갈   | 게예 레이              |
| 47   | DF     | 이라크   | 파하드 와드            |

| 번호 | 포지션 | 국적 | 이름        |
| ---- | ------ | ---- | ----------- |
| 95   | GK     | 기니 | 바바카르 섹 |

## 역대 감독
| 감독                  | 임기 |
| --------------------- | ---- |
| 코스티커 슈테퍼네스쿠 | 2012 |

틀:알샤말 SC 선수 명단